# Pastor de Hermas

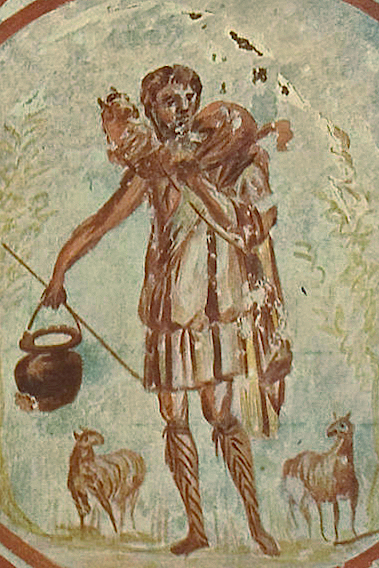
O Pastor de Hermas, ou o Bom Pastor, século III d.C., Catacumbas de Roma.

O Pastor de Hermas (em grego:  Ποιμὴν τοῦ Ἑρμᾶ; em hebraico:  רועה הרמס; às vezes chamado simplesmente de O Pastor) é uma obra literária cristã do século II d.C. e considerada como parte do cânon bíblico por alguns dos Padres da Igreja no período inicial do Cristianismo e teve grande autoridade entre os séculos II e IV d.C.. Juntamente com alguns apócrifos, o texto estava encadernado juntamente com o Novo Testamento no Codex Sinaiticus e também estava listada entre os Atos dos Apóstolos e os Atos de Paulo na lista esticométrica do Codex Claromontanus. Embora os primeiros cristãos devotassem grande respeito a’O Pastor, eles não o consideravam no mesmo nível que os textos chamados "divinos" e sim como uma obra apócrifa [a].
A obra foi originalmente escrita em Roma, em grego, embora uma tradução latina tenha sido feito logo em seguida. Apenas esta última sobreviveu completa até os tempos modernos. Da grega, perdeu-se aproximadamente um quinto do texto no final da obra.
O Pastor é um dos significados que foram provavelmente atribuídos a algumas estatuetas do Bom Pastor (além do símbolo para Cristo). E também para as imagens pagãs do bom pastor (kriophoros).

## Conteúdo

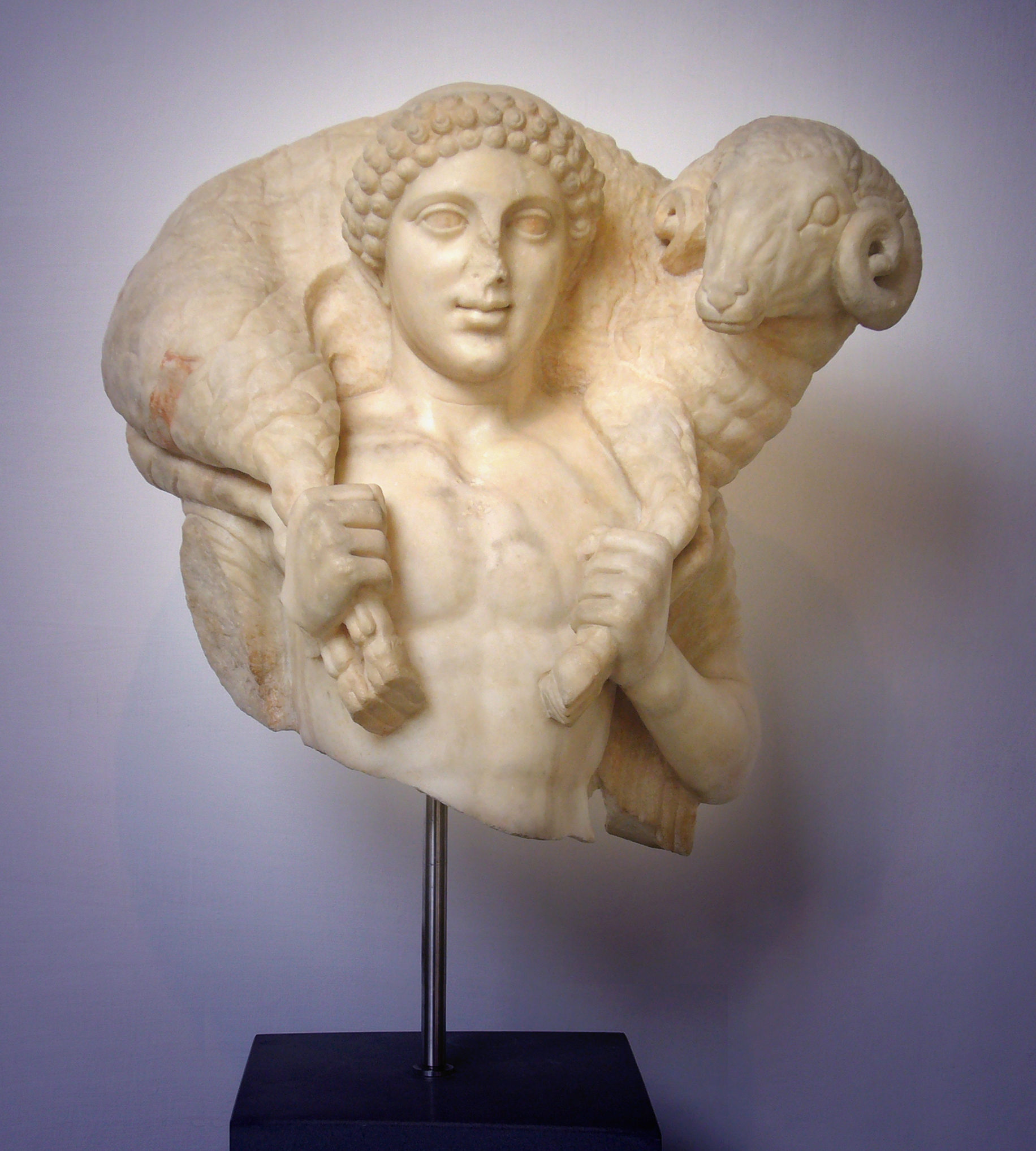
Um kriophoros pagão, cujo significado atribuído algumas vezes pelos antigos cristãos era a do "Pastor de Hermas".

O livro é composto de cinco visões tidas por Hermas, um escravo liberto. A elas se seguem doze mandamentos e dez parábolas. O texto inicia abruptamente, em primeira pessoa: "Ele que me criou me vendeu para uma tal Rosa, que estava em Roma. Após muitos anos eu a revi e passei a amá-la como minha irmã". Como Hermas estava viajando até Cumas, ele teve uma visão de Rosa, que estaria morta. Ele lhe contou que seria a sua acusadora no céu por conta de um pensamento impuro que o narrador (casado) teve uma vez sobre ela, ainda que rapidamente. Ele teria então que rezar pedindo perdão para si e os seus. Ele é consolado então por uma visão da Igreja, na forma de uma velha, fraca e indefesa contra os pecados dos fiéis, que pede que ele faça uma penitência e que corrija os pecados de seus filhos. Em seguida, ele a vê rejuvenescida pela penitência, ainda que marcada e com cabelos brancos; depois novamente jovem mais ainda com os cabelos brancos e, finalmente, ela se mostra gloriosa e bela como uma noiva.
Esta linguagem alegórica persiste ainda em outras partes da obra. Na segunda visão, ela dá a Hermas um livro, que toma depois de volta para acrescentar mais nele. A quinta visão, que se passa vinte dias depois da quarta, introduz o "anjo do arrependimento" na forma de um pastor, personagem de quem a obra toda toma emprestado seu nome. Ele entrega a Hermas um conjunto de mandamentos (mandata, entolai), que formam um interessante desenvolvimento da ética cristã primitiva. Um que merece especial menção é o que ordena ao marido que aceite de volta a esposa adúltera uma vez que ela se arrependa. O décimo-primeiro mandamento, sobre humildade, é sobre os falsos profetas que desejam ocupar as primeiras posições (entre os presbíteros). Alguns autores viram aqui uma referência a Marcião, que veio à Roma em circa 140 d.C. com a intenção de ser admitido entre os padres (ou, possivelmente, até se tornar o bispo de Roma).
Após os mandamentos vêm as dez parábolas (parabolai) na forma de visões, que são posteriormente explicadas pelo Anjo (o "pastor"). A maior destas (parábola 9) é um complemento da parábola sobre a construção de uma torre, que forma o núcleo da terceira visão. A torre é a Igreja e as pedras com as quais ela é construída são os fiéis. Porém, na terceira visão, há a impressão de que apenas os "santos" seriam parte da Igreja. Na parábola 3, fica bastante claro que todos os batizados estão incluídos, embora eles possam ser excluídos se cometerem pecados graves, com a possibilidade de readmissão vinculada à penitência.
Apesar de tratar de assuntos pesados, o livro está escrito num tom muito otimista e esperançoso, como a maior parte das obras literárias do início do Cristianismo.

### Cristologia
Na parábola 5, o autor menciona um "Filho de Deus" como sendo um homem virtuoso preenchido com um sagrado "espírito preexistente" e adotado como o Filho:
| “ | Deus fez habitar na carne que ele havia escolhido o Espírito Santo preexistente, que criou todas as coisas. Essa carne, em que o Espírito Santo habitou, serviu muito bem ao Espírito, andando no caminho da santidade e pureza, sem macular em nada o Espírito. Ela se portou digna e santamente, participou dos trabalhos do Espírito e colaborou com ele em todas as coisas. Comportou-se com firmeza e coragem e, por isso, Deus a escolheu como companheira do Espírito Santo. Com efeito, a conduta dessa carne agradou a Deus, pois ela não se maculou na terra, enquanto possuía o Espírito Santo. | ” |
|   | — Pastor de Hermas, parábola 5. |   |

No século II d.C., o Adocionismo (a visão de que Jesus Cristo seria apenas um mortal) era uma das duas doutrinas competidoras para explicar a verdadeira natureza de Jesus, a outra sendo a de que ele pré-existia como um espírito divino (Logos ou o Verbo). A identidade (igualdade) de Cristo com o Logos (como em «No princípio era o Verbo, e o Verbo estava com Deus, e o Verbo era Deus» (João 1:1)) foi afirmada em 325 d.C. no Primeiro Concílio de Niceia.

## Autoria e data
As evidências para o lugar e data desta obra residem na linguagem e na teologia da obra. As referências a Clemente de Roma sugerem uma data entre 88 e 97 d.C. para pelo menos a localização temporal das primeiras duas visões. Uma vez que Paulo enviou saudações para um Hermas, um cristão de Roma (em Romanos 16:14), uma minoria concordou com a opinião de Orígenes de que ele era o autor desta alegoria religiosa. Porém, a crítica textual, a natureza da teologia e a aparentemente familiaridade do autor com o Apocalipse e outros textos joaninos, no permitem fixar a data da obra como sendo no século II d.C.[carece de fontes?].
Três antigas testemunhas, uma das quais afirma ser contemporânea, declaram que Hermas era o irmão do Papa Pio I, cujo pontificado aconteceu não antes de 140-155 d.C., o que corresponde ao período proposto por J.B. Lightfoot.
São elas:
- O Cânone Muratori, uma lista escrita em ca. 170 d.C. e que é o mais antigo cânon do Novo Testamento sobrevivente, identifica Hermas, o autor do Pastor, como sendo irmão do Papa Pio I, bispo de Roma:

| “ | Mas Hermas escreveu O Pastor recentemente, no nosso tempo, na cidade de Roma, enquanto o bispo Pio, seu irmão, estava ocupando a cadeira da igreja da cidade de Roma. E, portanto, ele deve sim ser lido; mas ele não pode ser lido publicamente para o povo na igreja nem entre os Profetas, cujo número está completo[b], e nem entre os Apóstolos, pois ele foi escrito depois de seu tempo. | ” |
|   | — Cânone Muratori. |   |

- O Catálogo Liberiano de Papas, um registro que foi, posteriormente, utilizado como fonte para o Liber Pontificalis, afirma, num trecho sob o cabeçalho 235, que "Sob o seu [de Pio] episcopado, seu irmão Ermes escreveu um livro em que estavam contidos os mandamentos que o anjo lhe entregara quando veio até ele na forma de um Pastor". Com base em inconsistências no próprio catálogo, há dúvidas sobre a utilidade dele na datação do Pastor.[8]
- Um poema escrito contra Marcião do século III ou IV d.C., por um autor adotando o nome e a persona de Tertuliano - conhecido como Pseudo-Tertuliano - afirma que "Então, após ele, Pio, cujo irmão carnal era Hermas, o pastor angélico, que contou as palavras que lhe foram dadas.".

Estas autoridades podem estar citando a mesma fonte, talvez Hegésipo  cuja história da Igreja antiga, hoje perdida, foi uma das fontes para Eusébio. Como Pseudo-Tertuliano cita alguns detalhes desta lista que estão ausentes do Catálogo Liberiano, possivelmente ele tenha tido uma fonte independente. Que Hermas escreveu durante o pontificado de seu irmão pode também ser inferido pelo fato de que foi justamente numa lista de papas que o autor encontrou a informação de que Hermas seria o irmão do Papa Pio I.

## Lugar na literatura cristã
Comentários de Tertuliano e Clemente de Alexandria transparecem uma resistência ao Pastor a quem os lê e uma sensação de controvérsia sobre ele. Tertuliano conclui que o Papa Calisto I o citou como uma autoridade (embora, evidentemente, não como um dos livros da Bíblia), pois ele responde: "Eu admitiria seu argumento se a escritura do Pastor, a única que favorece os adúlteros, tivesse merecido ser incluída no Divino Instrumento e se ela não tivesse sido julgada por todos os concílios de Igrejas (mesmo as vossas), como sendo parte dos apócrifas e falsas". E, novamente, ele diz que a Epístola de Barnabé é "mais recebida entre as Igrejas que o apócrifo Pastor dos adúlteros.". Embora Clemente de Alexandria constantemente cite, com reverência, uma obra que lhe parece ser muito útil e inspirada, ele se desculpa a cada vez que o faz, sob o argumento que "muitos a desprezam".
Duas controvérsias dividiam os cristãos desta época: uma foi o Montanismo, caracterizado pelas contínuas revelações pentecostais obtidas em êxtase e cujas visões do Pastor podem parecer encorajar; a outra foi o Docetismo, que ensinava que Cristo teria existido desde o "começo" e que a realidade corpórea de Jesus (o homem) seria simplesmente uma ilusão